# 21584 Полепедді
21584 Полепедді (21584 Polepeddi) — астероїд головного поясу, відкритий 26 вересня 1998 року.
Тіссеранів параметр щодо Юпітера — 3,211.